# Reinaldo da Cruz Oliveira
Reinaldo da Cruz Oliveira (sinh ngày 14 tháng 3 năm 1979) là một cầu thủ bóng đá người Brasil.

## Sự nghiệp câu lạc bộ
Reinaldo da Cruz Oliveira đã từng chơi cho Kashiwa Reysol và JEF United Chiba.

## Thống kê câu lạc bộ

### J.League
| Đội              | Năm       | J.League | J.League | J.League Cup | J.League Cup | Tổng cộng | Tổng cộng |
| Đội              | Năm       | Trận     | Bàn      | Trận         | Bàn          | Trận      | Bàn       |
| ---------------- | --------- | -------- | -------- | ------------ | ------------ | --------- | --------- |
| Kashiwa Reysol   | 2005      | 12       | 6        | 0            | 0            | 12        | 6         |
| JEF United Chiba | 2007      | 14       | 2        | 0            | 0            | 14        | 2         |
| JEF United Chiba | 2008      | 23       | 2        | 5            | 2            | 28        | 4         |
| Tổng cộng        | Tổng cộng | 49       | 10       | 5            | 2            | 54        | 12        |